# 奈良県高等学校の廃校一覧
奈良県高等学校の廃校一覧（ならけんこうとうがっこうのはいこういちらん）とは、奈良県の廃校となった高等学校の一覧。対象となるのは学制改革（1948年）以降に廃校となった高等学校と分校である。名称は廃校当時のもの。廃校時に属していた自治体が合併により消滅している場合は現行の自治体に含める。また、現在休校中の学校は公式には存続していることとなっているが、休校中の学校は事実上廃校となっている場合が多いため、便宜上本項に記載する。
小学校や中学校と異なり、生徒が在学中に在籍校が変更となることはほとんどなく、新設校が開校する年と旧校が閉校となる年は異なることが多い。また、統合した場合でも片方の高等学校が旧校の生徒が卒業するまで存続扱いとなる場合もある。

## 奈良市
- 奈良県立奈良高等学校〈初代〉（1948年9月1日統合により奈良高〈2代目〉へ）[1]
- 奈良県立奈良商工高等学校〈初代〉（同上）[1]
- 奈良市立高等学校（同上）[1]
- 奈良県立奈良高等学校〈2代目〉（1972年奈良県立奈良高等学校〈3代目〉[1]と奈良商工高〈2代目〉[2]へ分割）[注釈 1]
- 奈良県立奈良高等学校北倭分校（1972年）[1]
- 奈良県立奈良高等学校大柳生分校（1974年）[1]
- 奈良女子大学文学部附属高等学校（国立・2000年奈良女子大学文学部附属中学校と統合し奈良女子大学文学部附属中等教育学校へ）[3]
- 天理女子学院高等学校（2003年）
- 奈良県立奈良商業高等学校（2007年奈良工業高と統合し奈良県立奈良朱雀高等学校へ）[2][注釈 2]
- 奈良県立奈良工業高等学校（2007年奈良商業高と統合し奈良朱雀高へ）[2]
- 奈良県立富雄高等学校（2005年生駒市の北大和高と統合し奈良県立奈良北高等学校へ）[4]
- 奈良県立登美ケ丘高等学校（2022年廃校[5]。2020年当校校地に奈良県立国際高等学校開校）
- 奈良県立平城高等学校（2022年廃校[6]。同校跡地に奈良高が移設された）
- 奈良県立西の京高等学校（2023年廃校[7]。2022年当校校地に奈良県立大学附属高等学校が開校）

## 大和高田市
- 白光商業高等学校（1972年）：現在の同市根成柿にあたる場所に設置されていた。
- 奈良県立高田東高等学校（2005年北葛城郡広陵町の広陵高と統合し奈良県立大和広陵高等学校開校に伴い廃校）[8]

## 大和郡山市
- 奈良県立郡山高等学校〈初代〉（1948年9月統合により郡山高〈2代目〉へ）[9][注釈 3]
- 奈良県立郡山農業高等学校〈初代〉（同上）[9]
- 郡山町立郡山城東高高等学校（同上）[9]
- 奈良県立郡山高等学校〈2代目〉（2004年城内高と統合し奈良県立郡山高等学校〈3代目〉冠山校舎となり、2017年完全統合）[9]
- 奈良県立城内高等学校（1958年郡山高〈2代目〉から独立、1977年郡山農業高〈2代目〉から改称、2004年郡山高〈2代目〉と統合し郡山高〈3代目〉城内学舎となり、2017年廃止）[9]
- 奈良県立北和女子高等学校（2005年磯城郡田原本町の田原本農業高と統合し奈良県立磯城野高等学校開校に伴い廃校）[10]
- 奈良県立片桐高等学校（2005年生駒郡斑鳩町の斑鳩高と統合し奈良県立法隆寺国際高等学校へ）[11]

## 天理市
- 天理教校親里高等学校（2005年天理教校附属高等学校改め天理教校学園高等学校へ統合）[12]
- 天理教校学園高等学校（2023年）[13]

## 生駒市
- 奈良県立北大和高等学校（2007年奈良市の富雄高と統合し奈良北高へ）[4]

## 橿原市
- 奈良県立耳成高等学校（2004年奈良県立畝傍高等学校へ統合）[14]

## 桜井市
- 奈良県立桜井商業高等学校（2005年磯城郡田原本町の志貴高と統合し奈良県立奈良情報商業高等学校へ）[15]

## 御所市
- 奈良県立御所工業高等学校（2007年御所東高と統合し奈良県立御所実業高等学校へ）[16]
- 奈良県立御所東高等学校（2007年御所工業高と統合し御所実業高へ）[16]

## 宇陀市
- 奈良県立大宇陀高等学校小川分校（1952年より募集停止、1953年廃止）[注釈 4]
- 奈良県立榛原高等学校三本松分校（1956年山辺高東里分校と統合し榛原高室生分校へ）[17]
- 奈良県立山辺高等学校東里分校（1956年榛原高三本松分校と統合し榛原高室生分校へ）[17]
- 奈良県立榛原高等学校曽爾分校（1972年）[17]
- 奈良県立榛原高等学校室生分校（1987年）[17]
- 奈良県立榛原高等学校（2004年室生高と統合し奈良県立榛生昇陽高等学校となり、2006年完全移行）[17]
- 奈良県立室生高等学校（2004年榛原高と統合し榛生昇陽高となり、2006年完全移行）[17]
- 奈良県立大宇陀高等学校菟田野分校（2007年）[注釈 5]
- 奈良県立大宇陀高等学校（2022年榛生昇陽高と統合し奈良県立宇陀高等学校開校。2023年閉校）[18]

## 五條市
- 奈良県立宇智高等学校（1948年8月奈良県立五條高等学校へ統合）[19]
- 奈良県立五條高等学校白銀分校（1951年）[注釈 6]

## 生駒郡
- 奈良県立信貴ケ丘高等学校（2004年北葛城郡上牧町の上牧高と統合し奈良県立西和清陵高等学校となり、2006年完全移行）[20]
- 奈良県立斑鳩高等学校（2005年大和郡山市の片桐高と統合し法隆寺国際高へ）[11]

## 磯城郡
- 奈良県立志貴高等学校（2005年桜井市の桜井商業高と統合し奈良情報商業高へ）[15]
- 奈良県立田原本農業高等学校（2005年大和郡山市の北和女子高と統合し磯城野高へ）[10]

## 北葛城郡
- 奈良県立上牧高等学校（2004年生駒郡三郷町の信貴ヶ丘高と統合し西和清陵高となり、2006年完全移行）[20]
- 奈良県立広陵高等学校（2005年大和高田市の高田東高と統合し大和広陵高へ）[8]

## 吉野郡
- 奈良県立大淀高等学校増口分校（1950年）[注釈 7]
- 奈良県立川上高等学校川上分校（1954年）
- 奈良県立吉野高等学校国栖分校（1956年）[注釈 8]
- 奈良県立大淀高等学校黒滝分校（1959年）[注釈 9]
- 奈良県立大淀高等学校下市分校（1971年）[注釈 10]
- 奈良県立吉野林業高等学校（1978年吉野工業高と統合し奈良県立吉野高等学校へ）[21]
- 奈良県立吉野工業高等学校（1978年吉野林業高と統合し吉野高へ）[21]
- 奈良県立大淀高等学校（2021年吉野高と統合し奈良県立奈良南高等学校開校、2023年閉校）[22]
- 奈良県立吉野高等学校（2021年大淀高と統合し奈良南高開校、2023年閉校）[23]